# Линия 51 (Амстердамское метро)

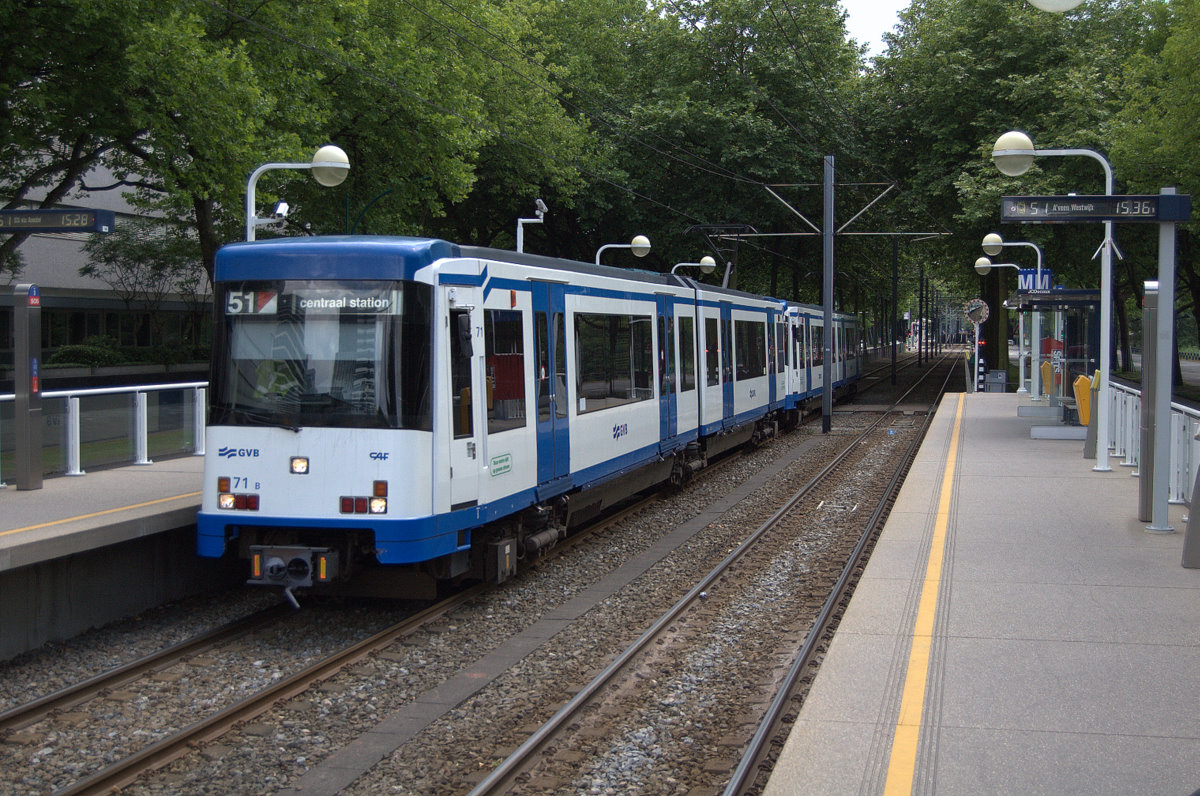
Поезд около Свободного университета Амстердама

Линия 51 — жёлтая линия амстердамского метрополитена, первые станции были открыты 16 октября 1977 года. Имеет протяжённость 19,5 километра и состоит из 29 станций. Интервал движения — 7—10 минут в час-пик, 10—12 минут днём, 12—15 минут рано утром и поздно вечером. 5 станций — подземные, 24 — наземные.

## Станции
Линия 51 соединяет Центральный вокзал Амстердама и Амстелфейн.
- Центральный вокзал Амстердама
- Ниувмаркт
- Ватерлоуплайн
- Вейсперплайн
- Вилбайтстрат
- остальные наземные